# Индийски щъркел
Индийският щъркел (Mycteria leucocephala) е вид птица от семейство Щъркелови (Ciconiidae). Видът е почти застрашен от изчезване.

## Разпространение
Разпространен е в Бангладеш, Бутан, Камбоджа, Индия, Лаос, Мианмар, Непал, Пакистан, Шри Ланка, Тайланд и Виетнам.